# Crimora coneja
Crimora coneja är en snäckart som beskrevs av Er. Marcus 1961. Crimora coneja ingår i släktet Crimora och familjen Polyceridae. Inga underarter finns listade i Catalogue of Life.